# Leninkient
Leninkient – osiedle typu miejskiego w Rosji, w Dagestanie. W 2010 roku liczyło 15 532 mieszkańców.